# الخميس (ولاية الجلفة)
توجد بلدية الخميس بدائرة سيدي لعجال ولاية الجلفة تحدها شمالا بلدية الجلفة وشرقا بلديتي سيدي لعجال وغربا بلدية حاسي بحبح وهي بلدية تعدادها السكاني 5405 نسمة.